# Made for Each Other (1939)
Made for Each Other is een film uit 1939 onder regie van John Cromwell met in de hoofdrol James Stewart. De film bevindt zich in het publiek domein.

## Verhaal
Wanneer de jonge advocaat Johnny Mason, June ontmoet besluit hij diezelfde dag nog met haar te gaan trouwen.

## Rolverdeling
| Acteur          | Personage                            | nota        |
| --------------- | ------------------------------------ | ----------- |
| Carole Lombard  | Jane Mason                           |             |
| James Stewart   | John Horace Mason                    |             |
| Charles Coburn  | Judge Joseph M. Doolittle            |             |
| Lucile Watson   | Mrs. Harriet Mason                   |             |
| Eddie Quillan   | Conway                               |             |
| Alma Kruger     | Sister Madeline                      |             |
| Louise Beavers  | Lily, Cook #3                        | uncredited  |
| Ward Bond       | Jim Hatton                           | uncredited  |
| Donald Briggs   | Mr. Carter                           | uncredited  |
| Esther Dale     | Annie, Cook #1                       | uncredited  |
| Harry Davenport |                                      |             |
| Fern Emmett     | Famer's Wife                         | uncredited  |
| Ruth Gillette   | Tipsy Blonde at New Year's Eve Party | uncredited  |
| Olin Howland    | Farmer                               | uncredited) |
| Nella Walker    | Dr. Langham's Nurse-Receptionist     | uncredited  |
| Milburn Stone   | Newark official                      | uncredited  |